# أوثال
أوثال، قرية سعودية، إدارياً هي أحد المراكز التابعة لمحافظة عيون الجواء، في منطقة القصيم. تقع شمال مدينة بريدة بحوالي 45 كيلاً شمالًا، على الخط السريع الذي يربط بين منطقتي القصيم وحائل.

## تاريخيًا
أوثال، قرية نخل قديمة مشهورة بهذا الاسم من الجاهلية، قال عنها نصر الإسكندري إنها حصن ببلاد عبس بالقرب من ديار بني أسد. عرفت أوثال في صدر الإسلام بأنها محطة من محطات الحج البصري المتفرّع من اتباع لقاصدي المدينة المنورة. قال لغده الأصفهاني[من؟] بأنه واد فيه نخل وقال البكري[من؟] إنها من بلاد بني أسد بالقصيم واستشهد بقول متمم بن نويرة:

## السكان
عدد سكان أوثال حوالي 6800 نسمة في عام 1434 هـ (تقريبية)

## الإمارة
أمير مركز أوثال حالياً: سعد المحارب، وقد خلف عبد العزيز المنصور.

## أحياء أوثال
- الحزيمية
- الخميلة -من تأسيس عائلة الأحمد-
- فيد الجربوع
- فيدالوطبان
- المشاشة
- فيد العضاض
- الفلاج
- السند
- حي السبعة

## المعالم
1. اخدود بني هلال
2. الجصه
3. جبل الشيما
4. منتزه المطل

## الخدمات
- مركز للإمارة
- مكتب للبلدية
- مركز صحي
- مدرسة ابتدائية ومتوسطة للبنين
- مجمع تعليمي للبنات